# Рейес, Эладио
Максимо Эладио Рейес Караса (исп. Máximo Eladio Reyes Caraza; род. 8 января 1948, Чинча-Альта, Ика) — перуанский футболист, защитник.

## Карьера

### Клубная карьера
Во взрослом футболе дебютировал в 1965 году в клубе «Альянса Лима», в котором играл на протяжении трёх сезонов, в первом же из них став чемпионом Перу.
В 1968 году присоединился в состав клуба «Хуан Аурич», за который отыграл следующие три сезона своей игровой карьеры. В 1972 году перешёл в клуб «Дефенсор Лима», а в 1973 году стал игроком клуба «Депортиво Мунисипаль» (Лима), но нигде не задержался более чем на один сезон.
В 1974 году перешёл в колумбийский «Депортиво Кали», с которым в том же году стал чемпионом Колумбии. Спустя сезон стал игроком мексиканского клуба «Веракрус», за который отыграл девять матчей.
В 1976 году вернулся в Перу, где вновь вошёл в состав клуба «Депортиво Мунисипаль» (Лима). В 1977 году выступал за «Сьенсиано» и венесуэльский «Депортиво Галисия».
Завершил карьеру футболиста в 1978 году в клубе «Унион Уараль».

### Карьера в сборной
18 августа 1968 года дебютировал в официальных играх в составе национальной сборной Перу в матче против Чили.
В составе сборной был участником чемпионата мира 1970 года в Мексике, где сыграл в матче против сборной Бразилии.
Всего в составе сборной принял участие в семи матчах, не забив ни одного гола.

## Достижения
«Альянса Лима»
- Чемпион Перу: 1965

«Депортиво Кали»
- Чемпион Колумбии: 1974